# 莱桑富尔纳
莱桑富尔纳（法語：Les Infournas）是法国上阿尔卑斯省的一个旧市镇，属于加普区。该市镇2009年时的人口为24人。
莱桑富尔纳已于2013年1月1日起和相邻的另外2个市镇合并成为尚索尔地区圣博内（法語：Saint-Bonnet-en-Champsaur）。

## 人口
莱桑富尔纳人口变化图示
| 数据来源：INSEE |